# بيرت كوبر
بيرت كوبر (بالإنجليزية: Bert Cooper)‏ مواليد 10 يناير 1966، هو ملاكم أمريكي يصنف ضمن فئة الوزن الثقيل.

## إحصائيات
خاض خلال مسيرته 63 نزالا، فاز في 38 ولم يتعادل وخسر في 25. فاز بضربة قاضيةالضربة القاضية في 31 نزالا.

## روابط خارجية
- بيرت كوبر على موقع بوكس ريك (الإنجليزية) (registration required)